# Ernest Villeroy
Ernest Villeroy (* 2. April 1843 in Wallerfangen; † 6. November 1908 ebenda) war ein französischer Porzellanfabrikant und in vierter Generation Leiter des Familienunternehmens Villeroy & Boch.

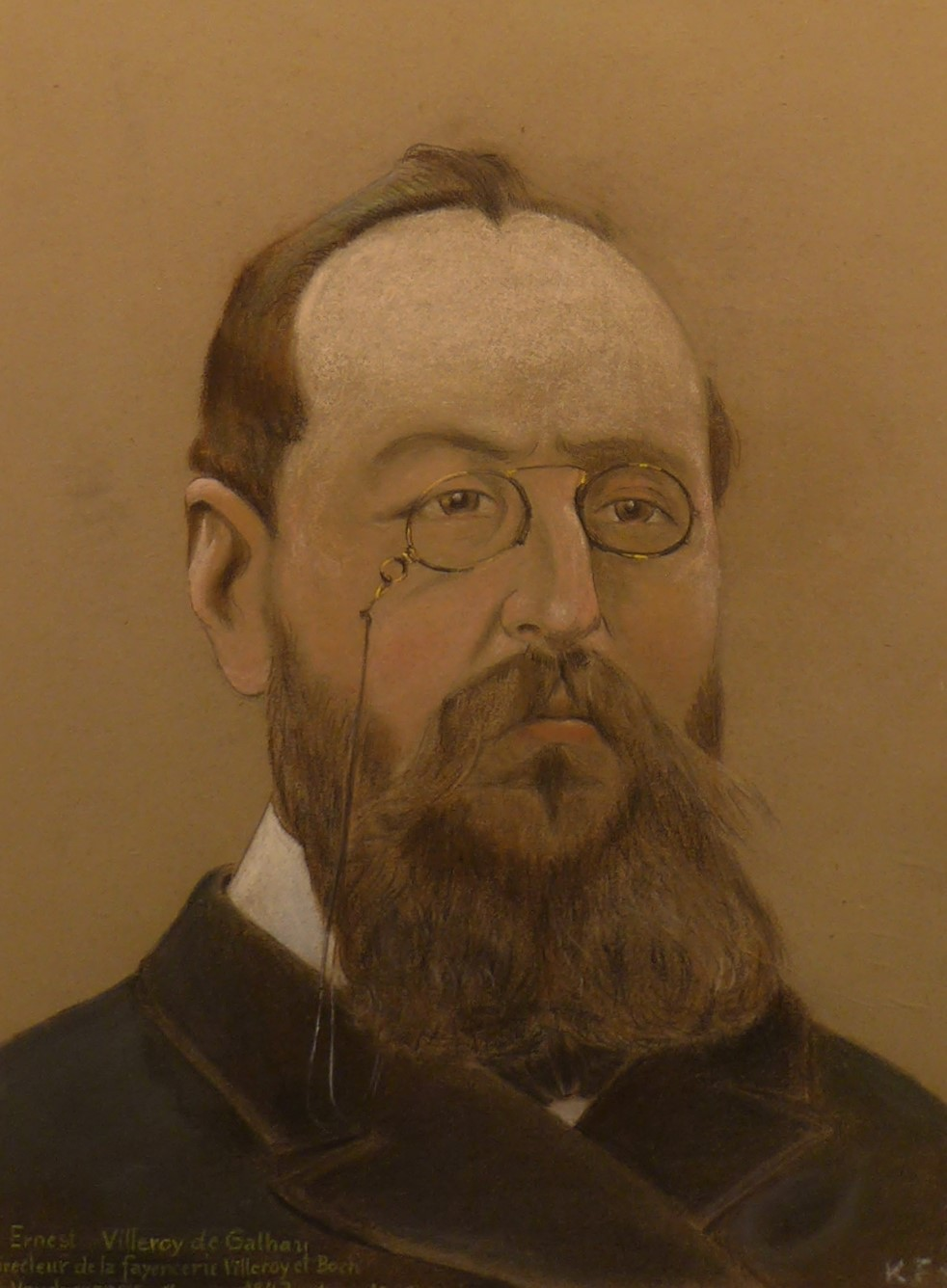
Ernest Villeroy (1843–1908)

## Leben

### Herkunft und Familie
Ernest Villeroy war der Sohn des Industriellen Gaspard-Alfred Villeroy (1818–1896) und dessen Ehefrau Amélie Victorine Le Masson (1821–1891).
Am 31. August 1871 heiratete er Maria-Gaetana Gabrielle Onofrio (1849–1904), mit der er u. a. den Sohn Emmanuel Jean Pierre Paul (1878–1932) hatte. Dieser führte von 1907 an den Namen Villeroy de Galhau. Sein Onkel Nicolas Adolphe de Galhau und seine Frau Sophie-Léonie-Elisabeth (1820–1885, Tochter des Charles-Ambroise Villeroy), blieben kinderlos. Er vererbte testamentarisch sein Vermögen den Nachkommen der Familien Villeroy und Boch mit der Maßgabe, den Namen Galhau zukünftig im Namen zu führen. So führt sein Urenkel François Villeroy de Galhau diesen Namen.

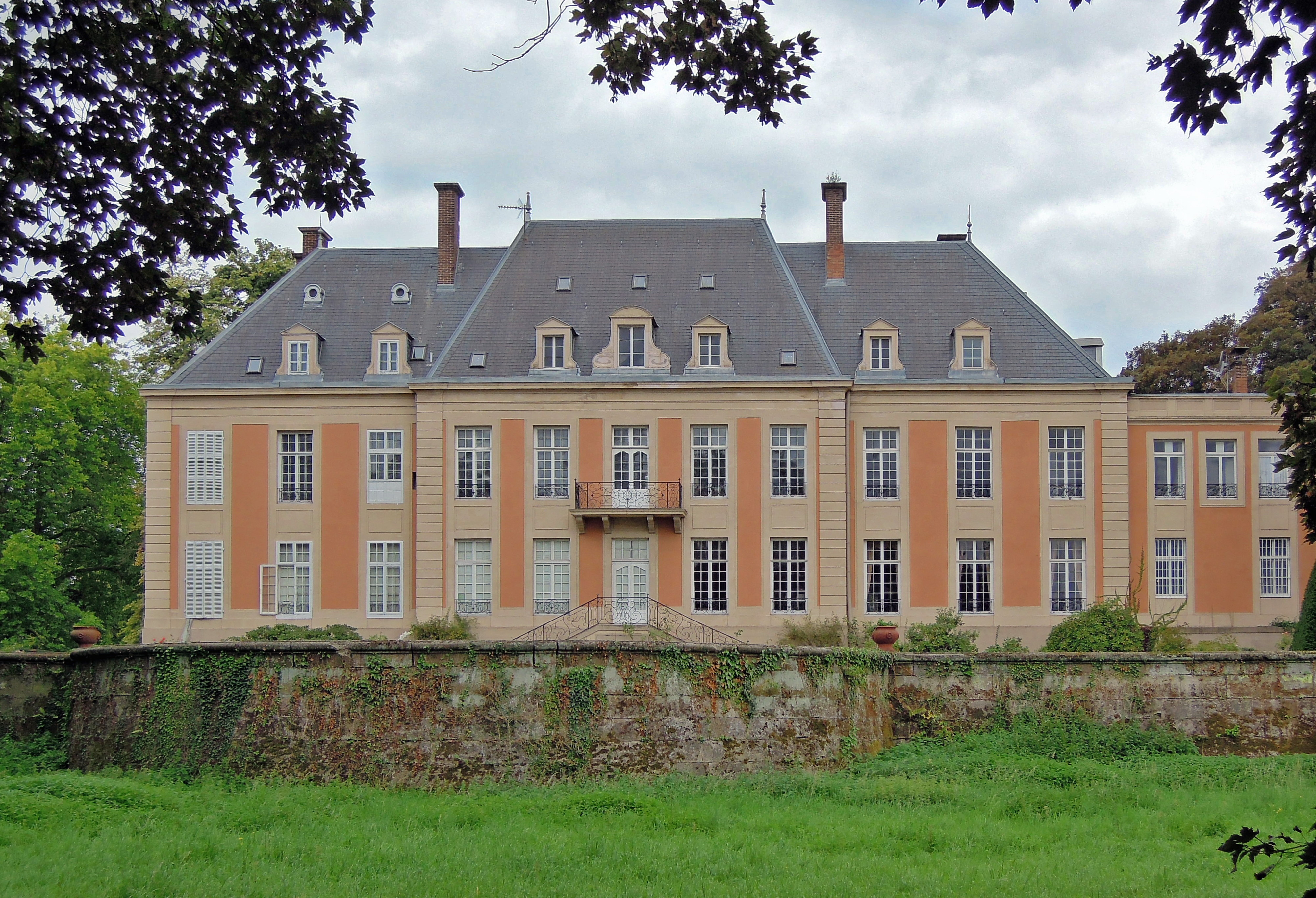
Schloss Wallerfangen, Sitz des François Villeroy de Galhau, Urururenkel des Ernest Villeroy

### Unternehmerisches Wirken
1873 übernahm Ernest von seinem Vater die Leitung des Unternehmens in Wallerfangen.
Unter seiner kaufmännischen Leitung entwickelte sich die Wallerfanger Fabrik schnell zur Haupt-Exportfabrik von „Villeroy & Boch“. Aus dem ursprünglich handwerklich geprägten Betrieb wurde durch Mechanisierung und Rationalisierung ein Industrieunternehmen.
Als Ernest 1891 aus dem Unternehmen ausschied, endete nach vier Generationen die Ära der familiengeführten Leitung der Wallerfanger Steingutfabrik.
Er war Erbe des Schlosses Wallerfangen und ließ es gemeinsam mit seiner Ehefrau durch Errichtung von Wirtschaftsgebäuden, der Vorverlegung des Mittelrisalits sowie Erhöhung des Obergeschosses umgestalten. Heute ist das Schloss Sitz des François Villeroy de Galhau.

### Sonstiges
In den 1890er Jahren kaufte Ernest in Paris ein Teleskop, das seinen Platz im Schloss Wallerfangen fand. Es war im Turm der Orangerie untergebracht und dort bis 1911 im Einsatz.
Es gelangte über Umwege 1922 in die Sternwarte Stuttgart, wo es bis 1971 Verwendung fand. Es stand in der Hauptkuppel und war eine der Attraktionen bei der Neueröffnung der Sternwarte.
Er überließ seiner Tante Octavie-Sophie und deren Mann Eugen von Boch die St. Josephs-Kapelle in Wallerfangen, die dort wegen der Verlegung des Krankenhauses für die Schwestern keine Nutzung mehr fand. Das Ehepaar stiftete in Mettlach ein Krankenhaus und wollte den Sakralbau als Gebetsstätte für die Krankenschwestern in das Projekt einbringen. So wurde das Gebäude 1878/1879 Stein für Stein abgetragen und per Schiff über die Mosel nach Mettlach transportiert und dort wieder errichtet und 1892 fertiggestellt. Eine Krypta dient als Familiengruft.

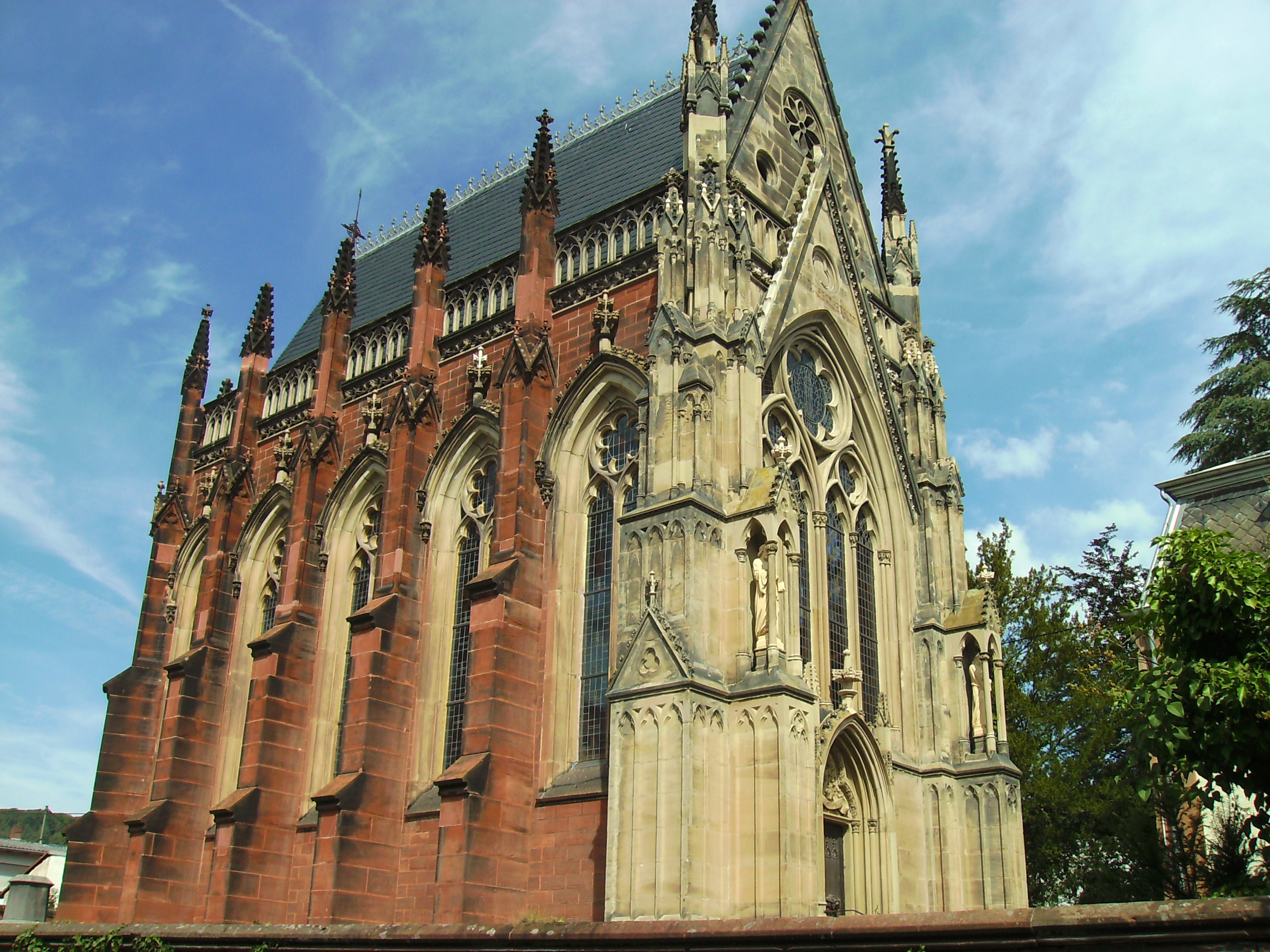
Kapelle St. Joseph, Mettlach

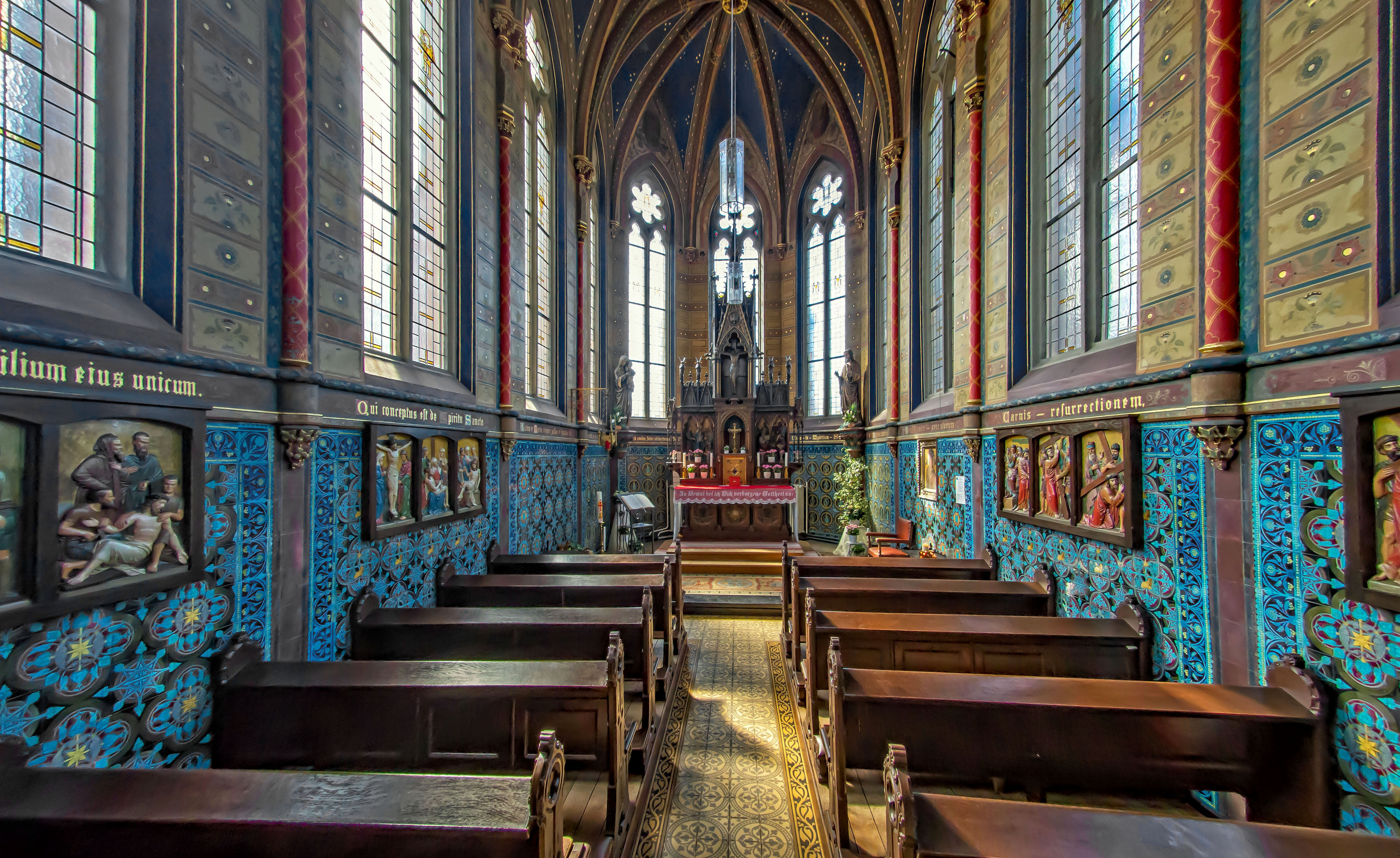
Innenraum, mit "Mettlacher Platten" von Villeroy & Boch ausgestattet